# جيمس هنري يونغ
جيمس هنري يونغ (بالإنجليزية: James Henry Young)‏ هو سياسي أسترالي، ولد في 1834، وتوفي في 1908. حزبياً، نشط في حزب التجارة الحرة. وقد انتخب عضو الجمعية التشريعية نيو ساوث ويلز.